# Белорусско-казахстанские отношения
Казахстанско-белорусские отношения — двусторонние дипломатические отношения между Республикой Казахстан и Республикой Беларусь. Установлены 16 сентября 1992 года. Оба государства являются членами СНГ, ШОС, Евразийского экономического союза и множества других международных организаций. Также Беларусь и Казахстан являются странами-партнëрами БРИКС.

## История
Посольство Казахстана в Минске было открыто 9 января 1993 года. Белорусское посольство в Астане действует с 13 июля 1997 года.
Чрезвычайным и Полномочным Послом Республики Казахстан в Республике Беларусь является Тимур Жаксылыков. С 14 января 2025 года Чрезвычайным и Полномочным Послом Республики Беларусь в Республике Казахстан является Алексей Богданов.
Белоруссия и Казахстан активно взаимодействуют на международной арене, в том числе в рамках ООН, ОБСЕ, ОДКБ.

## Торговля
Динамика внешней торговли в 2000—2019 годах (млн долларов), по данным Белстата:
Крупнейшие позиции белорусского экспорта в Казахстан в 2017 году:
- Тракторы и седельные тягачи (44,1 млн долларов);
- Грузовые автомобили (44 млн долларов);
- Молоко и сливки сгущённые и сухие (43,9 млн долларов);
- Нефтепродукты (29,3 млн долларов);
- Мебель (28,3 млн долларов);
- Машины для уборки и обмолота (19 млн долларов);
- Сахар (17,7 млн долларов);
- Лекарства (15,7 млн долларов);
- Говядина замороженная (14,7 млн долларов);
- Шины (14,3 млн долларов);
- Масло сливочное (11,8 млн долларов);
- Сыры и творог (10,3 млн долларов).

Крупнейшие позиции белорусского импорта из Казахстана в 2017 году:
- Нефтепродукты (22,1 млн долларов);
- Нефть сырая (21,1 млн долларов);
- Каменный уголь (13,6 млн долларов);
- Необработанный алюминий (6,1 млн долларов);
- Хлопковое нечёсаное волокно (5,9 млн долларов).

В 2014 году товарооборот между странами составил 835,1 млн долларов США. В 2015 он сократился до 403,4 млн долларов США.

## Белорусы в Казахстане
На территории РК проживают 95 тысяч белорусов. В Астане действует Казахстанско-Белорусский центр научно-технического сотрудничества, регулярно организующий различные культурные мероприятия. Почти в каждой области Республики Казахстан работают белорусские культурные центры.

## Послы Казахстана в Белоруссии
1. В. Темирбаев (1994-96)
2. Ю. Клочков (1996-98)
3. В. Алесин (1998-2003)
4. Г. Алдамжаров (2003-06)
5. Б. Искаков (2006-08)
6. А. Смирнов (2008-12)
7. Е. Булегенов (2012-2017)
8. Е. Ертысбаев (2017-2019)
9. А. Бейсенбаев (2019—2023)
10. Е. Байжанов (2023—2024)
11. Т. Жаксылыков (с 2024)

## Послы Белоруссии в Казахстане
1. Пакуш, Лариса Владимировна (10 сентября 1997 — 4 августа 2006)
2. Гапеев, Василий Иванович (4 августа 2006 — 22 января 2010)
3. Брылев, Валерий Анатольевич (22 января 2010 — 28 февраля 2013)
4. Ничкасов, Анатолий Иванович (10 сентября 2013 — 25 июня 2020)
5. Утюпин, Павел Владимирович (20 июля 2020 — 14 января 2025)
6. Богданов, Алексей Игоревич (с 14 января 2025)